# Saint-Léger-de-Peyre
Saint-Léger-de-Peyre – miejscowość i gmina we Francji, w regionie Oksytania, w departamencie Lozère. W 2013 roku populacja gminy wynosiła 192 mieszkańców. Przez teren gminy przepływa rzeka Colagne. 